# Eulasia bombyliformis
Eulasia bombyliformis is een keversoort uit de familie Glaphyridae. De wetenschappelijke naam van de soort is voor het eerst geldig gepubliceerd in 1781 door Pallas.